# Caspar Othmayr

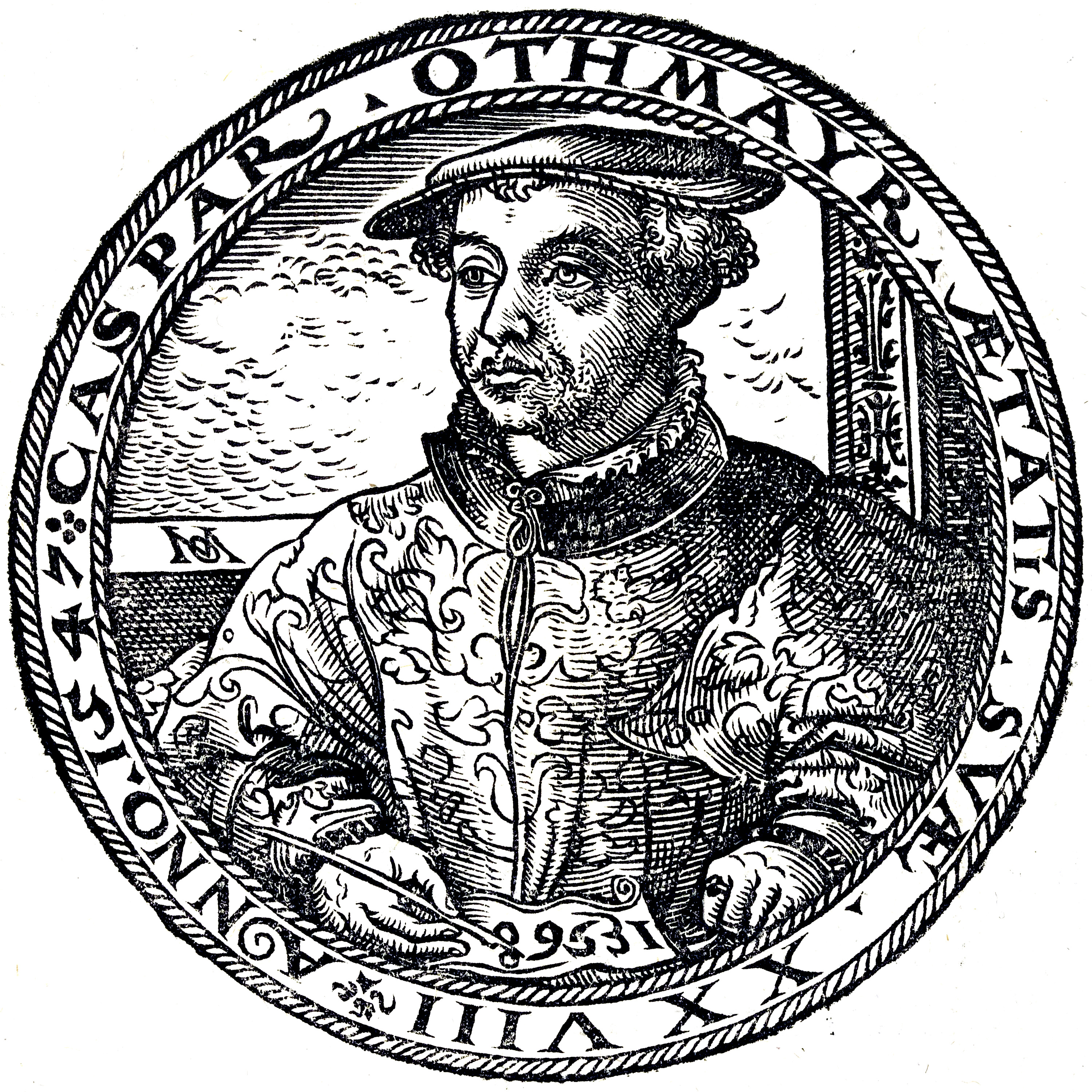
Caspar Othmayr

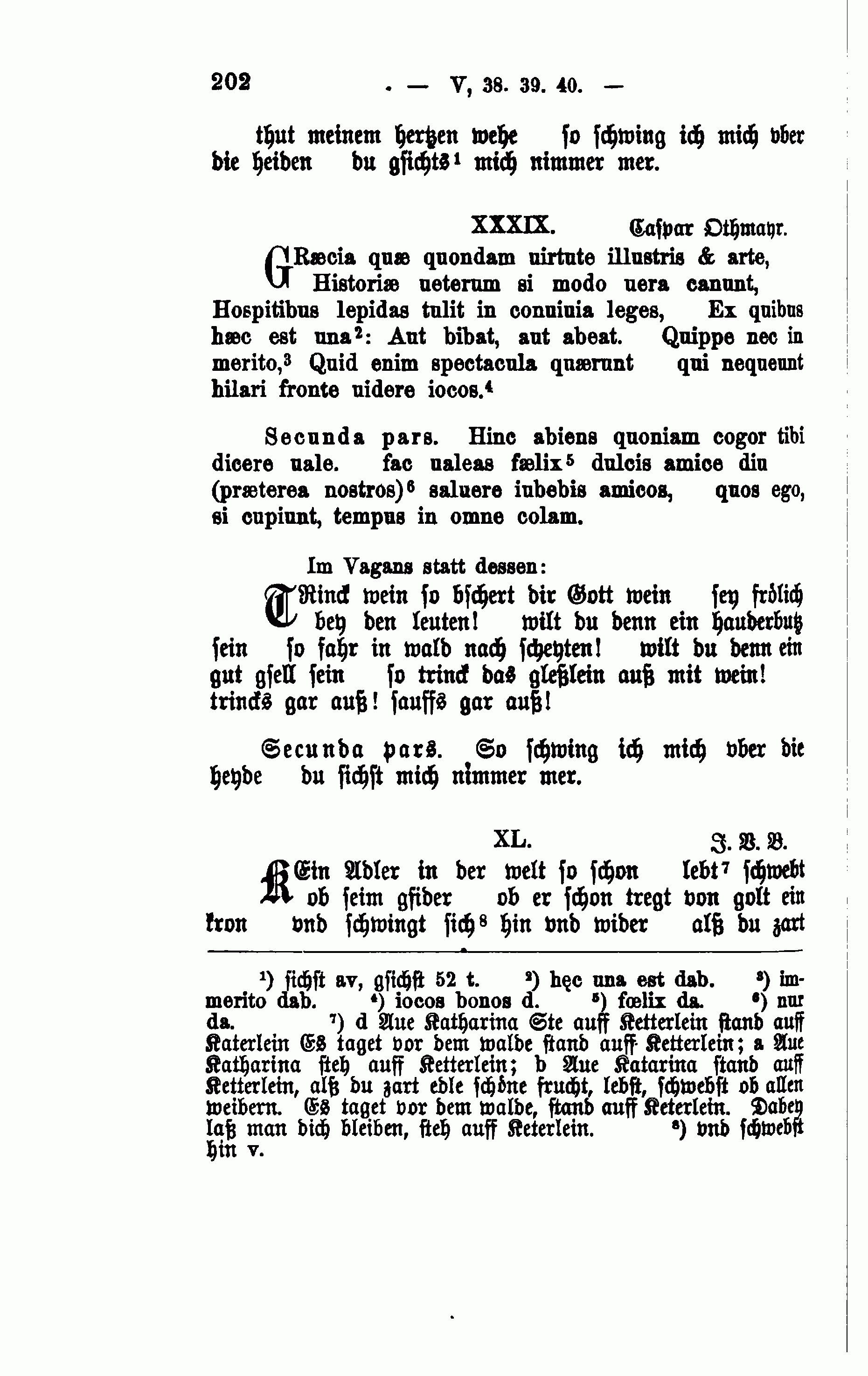
Ein Werk von Caspar Othmayr (in Frische teutsche Liedlein. S. 202)

Caspar Othmayr (* 12. März 1515 in Amberg; † 4. Februar 1553 in Nürnberg) war ein deutscher evangelischer Geistlicher, Theologe und Komponist der Renaissance.

## Leben und Wirken
Caspar Othmayr wirkte zunächst als Chorknabe in der Hofkapelle des pfälzischen Kurfürsten Friedrich II.; noch vor dem Jahr 1531 ging er nach Heidelberg und war dort Sänger in der kurfürstlichen Kapelle unter Lorenz Lemlin. Zusammen mit Georg Forster, Jobst von Brandt und Stephan Zirler bildete er hier den Kreis der Heidelberger Liedmeister. Der Komponist schrieb sich am 19. Mai 1533 zum Studium an der Universität Heidelberg ein, bekam hier am 9. Juni 1534 den Titel Bakkalaureus der Künste, im August 1536 das Lizenziat und im Oktober des gleichen Jahres den Titel eines Magister Artium. Unsicher ist, wo sich Othmayr in dem darauf folgenden Jahrzehnt aufhielt, auch, wann er sich dem Protestantismus angeschlossen hat. Es gibt nur einen Holzschnitt mit seinem Porträt des Regensburger Künstlers Michael Ostendorfer aus dem Jahr 1543.
Seine Zugehörigkeit zu den Anhängern der Reformation geht aus seinen ersten Publikationen hervor: Im Jahr 1546 kam seine Motettensammlung Epithaphium D. Martini Lutheri heraus, mit einem Trauergesang auf Luthers Tod. 1547 erschien die Sammlung Symbola mit Mottos und Wappen bekannter zeitgenössischer Männer; letztere enthält Kompositionen über Martin Luther, Philipp Melanchthon, den Prediger Thomas Venatorius (um 1488 – 1551) und über weitere der Reformation zugewandte Personen. Der Komponist hatte 1545 die Direktorenstelle der kleinen Lateinschule des Klosters Heilsbronn angenommen; im gleichen Jahr heiratete er Anna Hartung, die Tochter des Klosterverwalters. Noch im selben Jahr bekam er die Berufung als Probst an die St.-Gumbertus-Kirche in Ansbach; diese Stelle trat er aber wegen widriger Umstände erst am 15. Juli 1547 an. Auf einer Reise nach Torgau 1548 könnte Othmayr Johann Walther getroffen haben. Ein langjähriger Streit mit dem Stadtrat von Ansbach wegen der Ernennung des Vorstehers von St. Gumbertus zehrte an Othmayrs Gesundheit. Aus Enttäuschung über den Verlauf seines Zwistes mit dem Stadtrat zog er sich zur ärztlichen Behandlung nach Nürnberg zurück, wo sein langjähriger Freund Georg Forster Stadtarzt war. In Nürnberg starb Caspar Othmayr dann am 4. Februar 1553; sein Leichnam wurde nach der Überführung nach Ansbach zwei Tage später dort beigesetzt. Kurz danach bekundeten Georg Forster und andere Freunde in der Veröffentlichung In epitaphiis Gasparis Othmari ihre Hochachtung vor dem Verstorbenen. Diese Sammlung enthielt acht Werke, davon zwei von Othmayr selbst.

## Bedeutung
Im Werk Caspar Othmayrs spiegelt sich der musikalische Stilwandel um die Mitte des 16. Jahrhunderts wider. Seine Werke zu deutschen geistlichen Liedern stehen noch dem älteren Tenorlied nahe, während seine lateinischen Motetten einen moderneren, für die Generation nach Josquin typischen Stil mit ihren kurzen, imitatorischen Abschnitten und ihrer engen Anlehnung an die Akzentuierung und Phrasierung des Textes zeigen. Außerdem ähnelt sein Stil eher dem von Ludwig Senfl oder Josquin als dem Stil seines Lehrers Lorenz Lemlin. Der Großteil von Othmayrs Bearbeitungen evangelischer Choräle geht mit Sicherheit auf seine tiefe religiöse Überzeugung zurück, dass es eine enge Wechselbeziehung zwischen Musik, Theologie und der Erziehung der Jugend gibt, wie schon Martin Luther hervorhob. Er war somit ein Wegbereiter der späteren Choralmotette. Die erhaltenen Werke des Komponisten bezeugen sowohl das Interesse an der Musik aus erzieherischer Sicht (Bicinia und Tricinia) als auch aus der Sicht des Humanisten (Symbola). Er strebte in besonderer Weise an, die Texte durch kunstvolle Kompositionen gleichsam zum Leben zu erwecken.
Seine späteren Tricinia sind Vertonungen der Antidota des Kirchenvaters Johannes Damascenus (um 650 – nach 754), die erst kurz vorher von dem Nürnberger Humanisten Willibald Pirkheimer (1470–1530) aus dem Griechischen ins Lateinische übertragen wurden. Der Musikforscher Hans Albrecht (1902–1961) urteilt über diese Werkgruppe: „In ihrer oft tonmalerischen Charakterisierungskunst wirken sie […] überraschend modern“. Schon bei seinen Zeitgenossen galt Othmayr als herausragender Komponist seiner Generation; so attestierte ihm Abt Greulich bei seinem Weggang von Kloster Heilsbronn 1547: „Er ist vor Anderen in unserem Lande ein hoch und weit berühmter Musikus“ (Robert Eitner 1970). Besonders auf der Vorherrschaft seiner Lieder in der Sammlung Frische teutsche Liedlein beruht sein Ruhm als Liedkomponist, und Georg Forster selbst nannte ihn einen „derzeit weit berühmten Komponisten“. Er publizierte zu seinen Lebzeiten so viele Bände mit eigenen Werken wie kein anderer des Heidelberger Kreises. Darüber hinaus bezeugt auch der Eintrag von Caspar Othmayr in dem Methodus Astrologiae von Johannes Garcaeus (Basel 1570) von seiner herausragenden Bedeutung im musikalischen Deutschland des späten 16. Jahrhunderts.

## Werke
(Erscheinungsort aller gedruckten Werke: Nürnberg)
- Vokalmusik in Individualdrucken
  - Cantilenae aliquot elegantes ac piae (1546)
  - Epitaphium D. Martini Lutheri (1546)
  - Bicinia sacra. Schöne geistliche Lieder und Psalmen mit zwo Stimmen lieblich zu singen (1547; ab Nr. 33 fehlt die vox vulgaris)
  - Symbola illustrissimorum principum, nobilum, aliorunque doctinra, ac virtutem ornamentis praestantium virorum, musicis numeris explicate (1547)
  - Reutterische und jegerische Liedlein (1549)
- Geistliche Werke in Sammeldrucken
  - „O Herr, mein Gott“ zu vier Stimmen (1568)
- Weltliche Werke in Sammeldrucken
  - „Non secus atque olim“ zu vier Stimmen
  - „Philippe qui videt me“ zu vier Stimmen (1546)
  - „Es liegt ein Schloß in Osterreich“ zu vier Stimmen (1549)
  - „Der Winter kalt ist vor dem Haus“ zu vier Stimmen (1549)
  - „Entlaubet ist der Walde“ zu vier Stimmen (1549)
  - „Ach Gott, wie wehe tut scheiden“ zu vier Stimmen (1549)
  - „Der Mond der steht am Höchsten“ zu vier Stimmen (1549)
  - „Hatt’ mir ein Espeszweigelein“ zu vier Stimmen (1549)
  - „Ich kam für ein’r Frau Wirtin Haus“ zu vier Stimmen (1549)
  - „Ich armes Maidlein klag’ mich sehr“ zu vier Stimmen (1549)
  - „Es naht sich gegen Maien“ zu vier Stimmen (1549)
  - „Der Wein schmeckt mir wohl“ zu vier Stimmen (1549)
  - „Man singt von schönen Jungfrauen viel“ zu vier Stimmen (1549)
  - „Ich hört’ ein Fräulein klagen“ zu vier Stimmen (1549)
  - „Ich armes Käuzlein kleine“ zu vier Stimmen (1549)
  - „Wohlauf, gut’ G’sell, von hinnen“ zu vier Stimmen (1549)
  - „Nun schürz dich, Maidlein“ zu vier Stimmen (1549)
  - „Mir ist ein fein’s braun’s Maidelein“ zu vier Stimmen (1549)
  - „Mein’ Lieb’ und Treu“ zu vier Stimmen, in: 68 Lieder (Nürnberg 1553)
  - „Wer’s glauben will“ zu vier Stimmen, in: 68 Lieder (Nürnberg 1553)
  - „Ich schell’ mein Horn“ zu vier Stimmen (1556)
  - „Graecia quae quondam / Trink Wein“ zu fünf Stimmen (1556)
  - „Vidi alios intrantes / Da trunken sie“ zu fünf Stimmen (1556)
- Handschriftlich überlieferte geistliche Vokalmusik
  - Motette „Sanctae Trinitatis festum“ zu vier Stimmen (um 1550; Tenorstimme fehlt)
  - Motette „Tribulatio patientiam“
  - Motette „Gloria laus“
  - Motette „Israel es tu“
  - Motette „Cetus in excelsis“
  - „Der Tag der ist so freudenreich“ zu vier Stimmen (Fragment)
  - Motette „Sed tu deus rector“ zu vier Stimmen
  - Motette „Oculos non vidit“ zu vier Stimmen
  - Motette „Sposa Christi“ zu sechs Stimmen
  - Motette „Deus domini mei Abraham“ zu vier Stimmen
- Handschriftlich überlieferte weltliche Werke
  - „Non somnos requiem / Mein Tag mit Unruhe“ zu fünf Stimmen (Symbolum Herzog Heinrichs von Braunschweig)
  - „Quisquis requiem quaeris“ zu sechs Stimmen
  - „Audi tellus / Ubi Julius ubi Pompeius“ zu vier Stimmen
  - „Saxoniae ducis / Palladia flamifero“ zu fünf Stimmen (Nur Vagans und Tenor überliefert)
  - „Non Argus largus“ zu fünf Stimmen
  - „Scaevola, tu coenas“ zu sechs Stimmen
  - „Vineae florentes - Wir haben ein’n guten Wirt“ zu fünf Stimmen
  - „Omnia vertuntur“ zu vier Stimmen
  - „Eia der Vog’l aß ein Eyo“ zu vier Stimmen
  - „Delicta iuventutis“
  - „Quoniam non in multitudine“
  - „Deus vitam meam“
  - „Utinam dirigantur viae“
  - „Et si transieris“
  - „Omnes namque tibi debetur“
  - „Nam qui divitiis praebet“
  - „Quare psalmis iubilemus“
- Instrumentalmusik
  - Ein Bauerntanz, zu vier Stimmen
  - Lautentabulatur „Glück mit der Zeit“

Zwei weitere von Hans Albrecht (1950) verzeichnete Instrumentalwerke sowie dreizehn Stücke aus der Vokalmusik, die Caspar Othmayr zugeschrieben wurden, sind verloren gegangen.